# أجهزة عرض الكريستال السائل على السيليكون

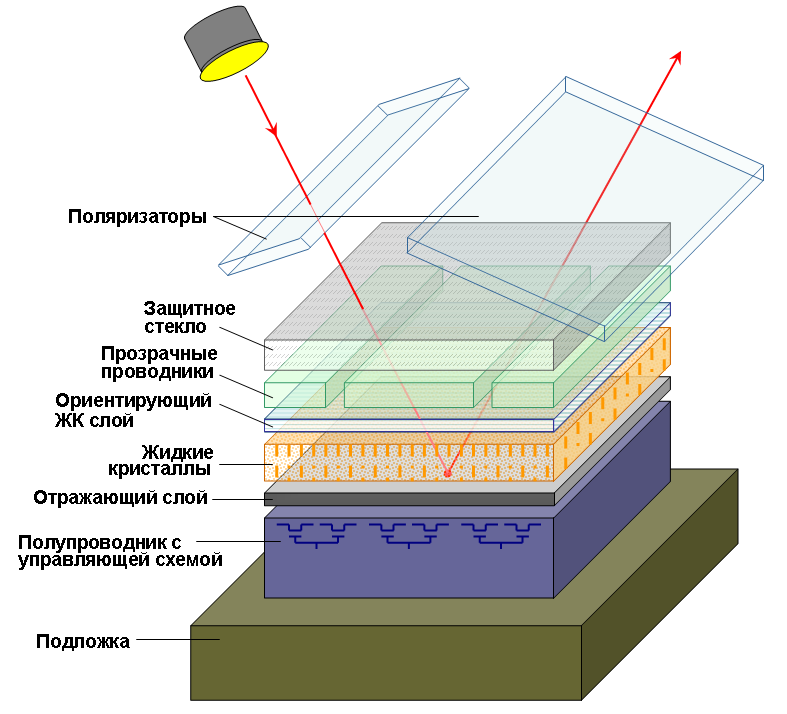

أجهزة عرض الكريستال السائل على السيليكون (بالإنجليزية: LCOS - Liquid Crystal On Silicon)‏ هي أجهزة عرض مقابلة لتكنولوجيا، أجهزة عرض المعالجة الرقمية للضوء، و لكنها تستخدم طبقة كريستال سائلة أعلى لوحة إلكترونية من السيليكون بدلا من المرايا الفردية.